# Virote (arma)

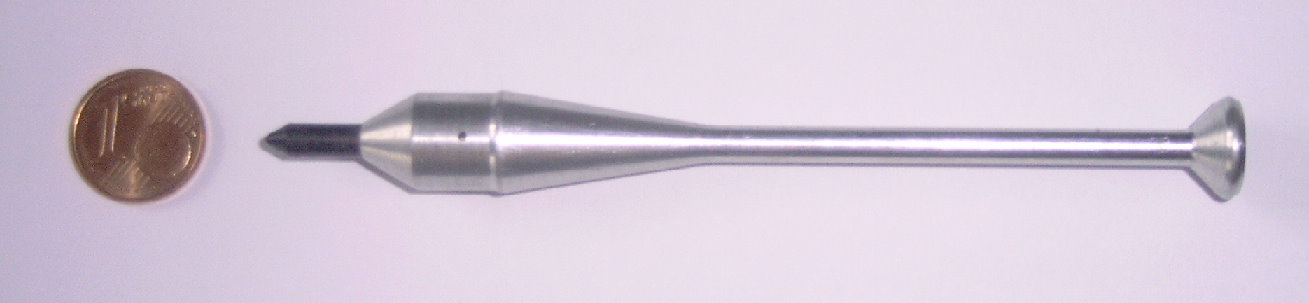
Uma seta de besta excepcionalmente pequena com uma seção de haste cônica na "cintura" e saia traseira em comparação com uma moeda de 1 centavo de euro

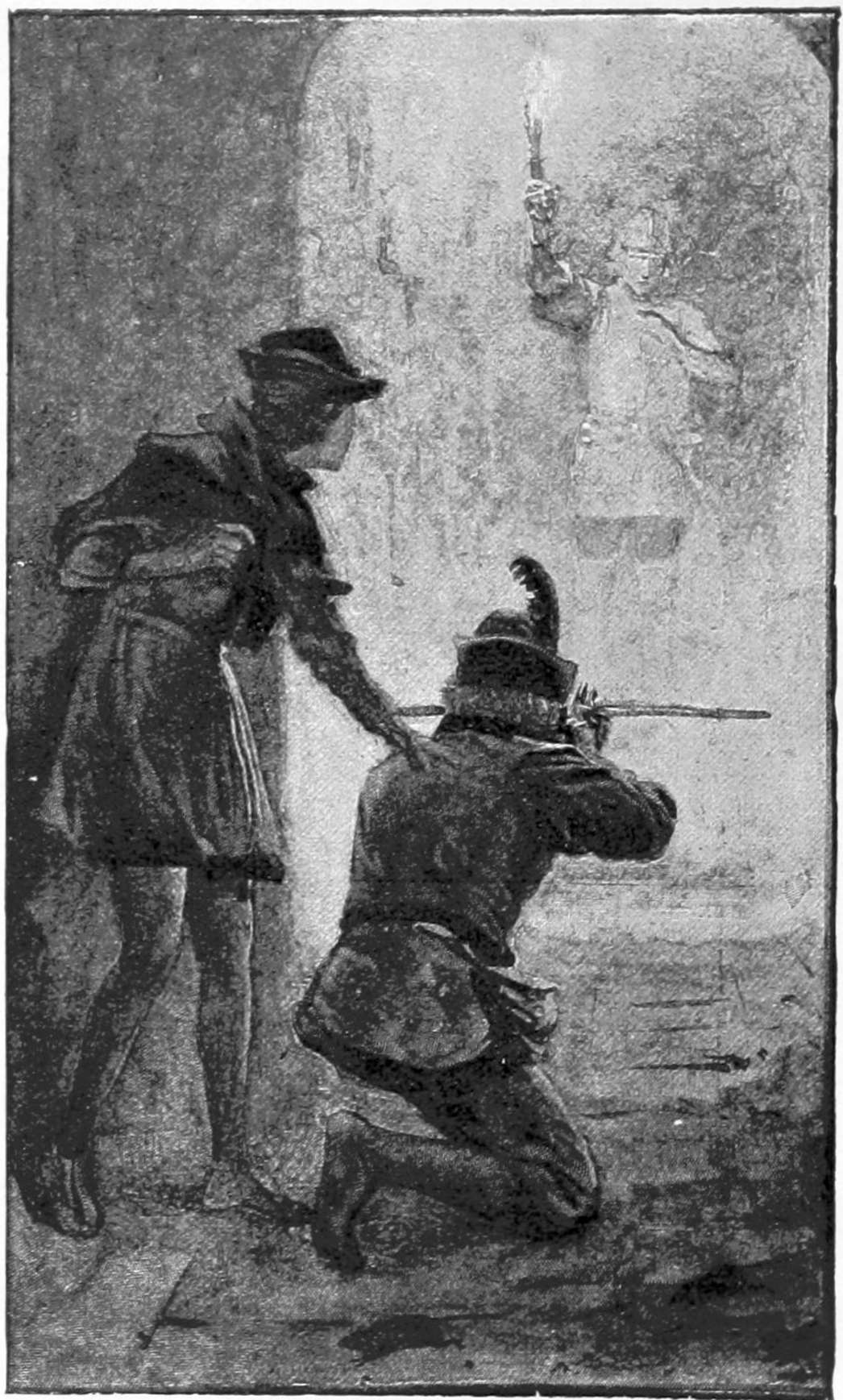
Ilustração de besteiro medieval, com virote assestado ao alvo

O virote é um projéctil arremessado pela maioria das bestas, na forma de dardos ou flechas curtas.

## Feitio
Era composto por uma haste de madeira; uma ponta, geralmente metálica e perfurante; e uma contraponta, o chamado conto.

### Haste
A haste é o corpo do virote e é nela que encaixam as suas outras componentes. Tradicionalmente, era feita de madeira, podendo, em certos casos, ser constituída por uma peça inteiriça de metal. Actualmente, para as bestas modernas, os virotes costumam ser feitos de fibras de carbono ou alumínio, o que as torna particularmente leves e potencia as distâncias máximas que aquelas conseguem percorrer, com a vantagem acrescida de que são menos propensas a entortar e nunca ganham farpas.

### Pontas
É a parte final do virote, geralmente é metálica e serve finalidades perfurantes, porém, tal como sucede com as flechas, há muitas variedades de pontas diferentes e nem todas almejam as mesmas finalidades. Os virotes além de classificados em função do tamanho, também eram classificados em função do tipo de ponta.

### Conto
À contraponta do virote dá-se o nome de «conto», esta componente do virote era, geralmente, emplumada ou empenada, isto é, dotada de rémiges. As rémiges dos virotes medievais tanto podiam ser penas ou entalhes de coiro ou mesmo de madeira. Tanto para as flechas, como para os virotes, as rémiges servem para estabilizar a trajectória de voo dos projécteis.

## Disquisição entre setas e virotes
Já no século XVI, Ruy de Pina, cronista, autor da «Crónica d'el rei D. Duarte», faz a distinção entre setas e virotes, explicando que as setas são lançadas por arcos e os virotes são lançados por bestas, sendo certo que, no que respeita ao feitio, se podem assemelhar, porquanto os virotes são como flechas pequenas.
A concepção dos historiadores modernos segue esta senda, o historiador António Luiz M.C. Costa, na sua obra «Armas Brancas- Lanças, Espadas, Maças e Flechas: Como Lutar Sem Pólvora Da Pré-História ao séc XXI», perfilha igual entendimento, classificando as setas como sinónimo de flecha. Sendo que classifica os virotes, por seu turno, como um tipo de projéctil diferente das flechas.

## Variedades de virotes

### Quanto às dimensões

#### Quadrelo
O quadrelo" ou quadrela (do latim quadrus - "um quadrado") trata-se de um tipo particular de virote, cuja haste tinha quatro faces, com uma ponta de feitio piramidal.
Este tipo de feitio favorecia uma maior penetração do metal das armaduras, pelo que era usada nas bestas pesadas e mesmo em balistas. A perigosidade deste projéctil era notável, dada a dificuldade em tratar as feridas por si provocadas. Os quadrelos eram constituídos geralmente por uma haste de madeira e uma ponta reforçada de metal ou, então, eram mesmo constituídas por uma peça inteiriça de metal. Estes projécteis pesariam cerca de 150 gramas.
De acordo com o Elucidário de Viterbo, os quadrelos caracterizavam-se, ainda, por serem semelhantes aos garrochões (que são garrochas, ou seja, uma haste de madeira extremada por uma ponta de ferro farpada, de grandes dimensões) o que significa, portanto, que muitas vezes as pontas destes projécteis, além do feitio piramidal, também poderiam ser farpadas. Ficamos também a saber, na mesma obra, que este tipo de projécteis era arrojado pelas bestas de garrucha, que são uma variedade de besta pesada, que D. João I, em 1410, oficializou como arma de preceito para as tropas que guardavam a localidade de Freixo de Espada à Cinta.

#### Virotão
O virotão, também chamado gorgaz, é essencialmente um virote mais comprido, medindo à volta de 50 a 60 centímetros, com um grossura que podia ascender aos 19 milímetros, e mais pesado.
A denominação gorgaz, que conhece as variantes gorguz, gurguês, gurgués e ainda uma infinidade de grafias medievais, como gurguz e guraguz, terá origem no étimo bérbere "Gergit" (lança). O antropólogo francês, François Pouillon terá especulado que o termo terá entrado nas línguas da Península Ibérica por torno do século XIV, mercê do contacto e dos combates com os guerreiros zenetas do Norte de África. Em portugal, este tipo de virotes de grandes dimensões e envergadura eram disparados em bestas pesadas ou mesmo balistas.

Besta alemã do séc. XVI e respectivos virotes

#### Virote
O virote propriamente dito, tratava-se de um projéctil de haste de madeira e ponta metálica, curto, semelhante à seta, mas de mais reduzidas dimensões e ideado para ser disparado por uma besta, em vez de um arco. Mediria entre 25 a 45 centímetros de comprimento, com à volta de 8 a 13 milímetros de grossura. A contraponta do virote, chamada conto, é emplumada ou empenada, o que significa que contém pequenas rémiges (que são penas direccionais ou peças de outros materiais, como coiro ou madeira, que cumprem a mesma função), que estão dispostas de forma helicoidal, com o intuito de aumentar a estabilidade de voo dos virotes, quando disparados, conferindo-lhes um voo giroscópico (ou seja, o virote gira sobre si próprio, enquanto percorre a sua trajectória, desde a besta até ao alvo).
Daí o nome "virote", porque este projéctil vira-se ou gira sobre si mesmo. O virote, quando destinado à actividade venatória (caça), pesaria entre 20 a 30 gramas, enquanto que, se se destinasse à actividade bélica (guerra), já pesaria entre 30 a 80 gramas.

### Quanto às pontas
Havia uma enorme variedade de pontas de virotes, muitas das quais coincidem com os tipos de pontas usadas nas flechas, pelo que se elencam as de uso mais corrente, sendo certo que haverá outros tipos diferentes ou mesmo tipos mistos de pontas:

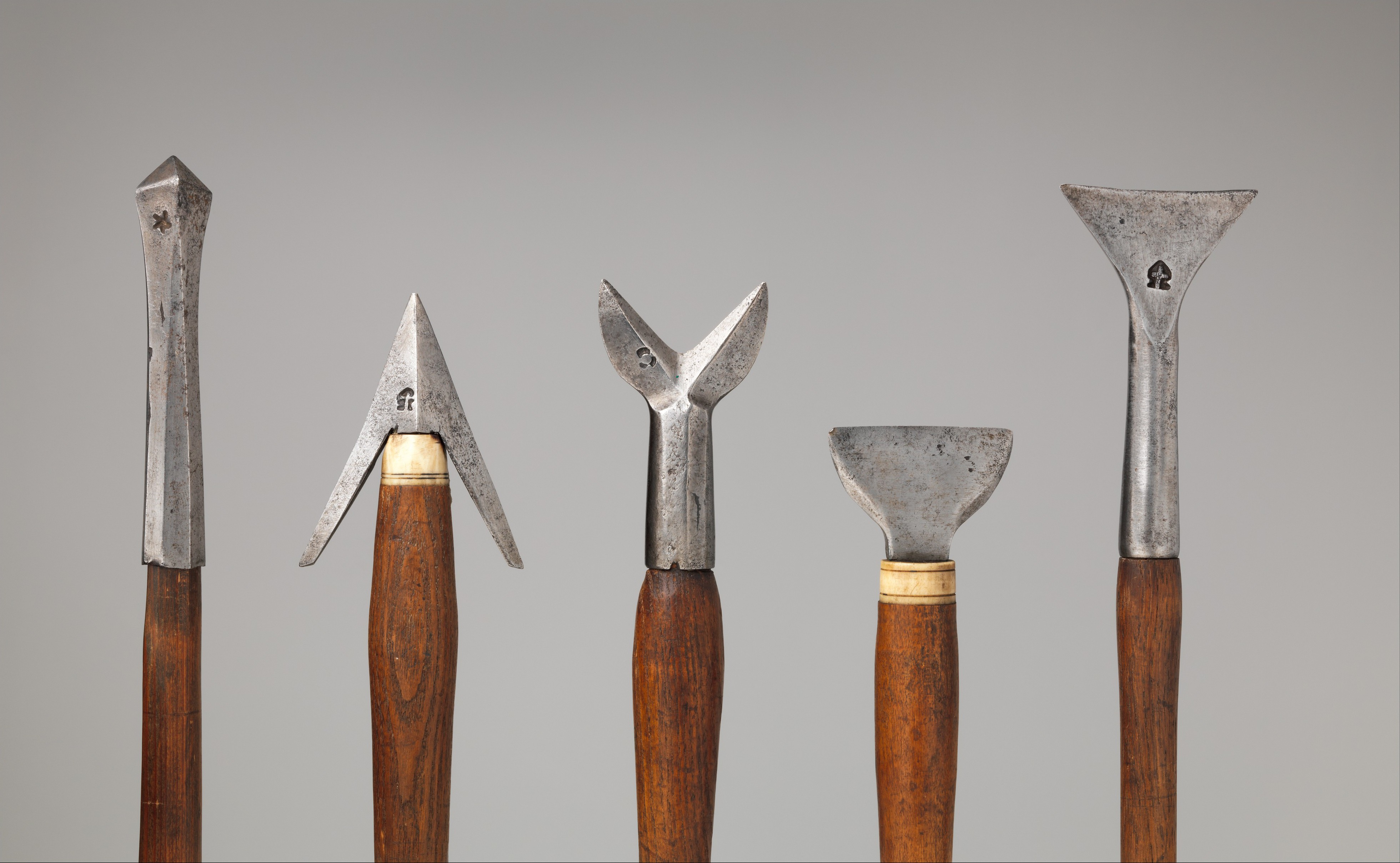
Diferentes tipos de pontas de virotes

- Ponta Romba – também chamada «ponta rombuda» ou mesmo «sem ponta» (em inglês dão pelo nome de blunt point; e em francês dão pelo nome de matras[33]). Este tipo de virotes eram essencialmente compostos pela haste de pau e usavam-se mormente na então chamada caça passareira (i.e. a caça a aves, sem recurso a armadilhas- também chamada caça de aucúpio[34] - e sem recurso a aves de rapina - a chamada caça de citraria[35] ou de volataria[36]) e na caça miúda[37] (aquela que tem por alvo animais de pequena envergadura), com o intuito de preservar as penas ou a pelagem da peça de caça.[15] Também se usavam no treino de tiro, fosse em alvo estático ou móvel, especialmente dado o seu módico custo de fabrico, face a outros tipos de projécteis dotados de pontas de metal perfurantes.[38] Os matras franceses continham uma ponta metálica, mas romba, sendo certo que também terão existido exemplares portugueses do mesmo género.[39] Este tipo de virotes de ponta romba era usado mais num contexto de treino militar, com o intuito de preparar cavaleiros providos de armadura, para se esquivarem dos tiros dos besteiros. Daí que usassem virotes que não perfuravam a armadura, mas que, mesmo assim, eram capazes de lhes causar hematomas, dado o poder percussivo dos disparos, que repercutia a energia cinética pelas armaduras.[40]

- Ponta coroada - o virote, neste caso, tem uma ponta serrilhada de lâminas, à guisa de coroa. Este tipo de virotes também eram empregues principalmente na actividade venatória (caça), especialmente na caça grossa, havendo o objectivo principal de fazer sangrar a presa, a fim de a enfraquecer, ou de a jarretar (ou seja, de lhe cortar os tendões das pernas),[41] entorpecendo assim a sua fuga.[39] Neste tipo de caça, há uma menor preocupação por preservar a pelagem do animal.[15] Em inglês dão pelo nome de crownhead e em francês goujon.[30]

- Ponta farpada ou Ponta de garrocha - este tipo de ponta caracteriza-se pelas farpas metálicas, que funcionam como um arpão, fazendo com que, assim que o virote perfure o alvo, se mantenha preso à vítima, a menos que ela o tente arrancar, o que- além de especialmente doloroso- implicaria esfacelar a carne à volta do ponto de perfuração do virote no alvo.[15] São pontas especialmente lesivas.[15] Segundo Viterbo, a este tipo de virotes também davam o nome de garrochas[21] e seriam o tipo de virotes que usavam os besteiros de garrocha (chamados «besteiros de garrucha» no reinado de D. João I).[21] Ainda de acordo com o mesmo autor, as quadrelas também podiam ter pontas destas. Em inglês dão pelo nome de barbed point.Ponta do virote de uma besta do século XIV.

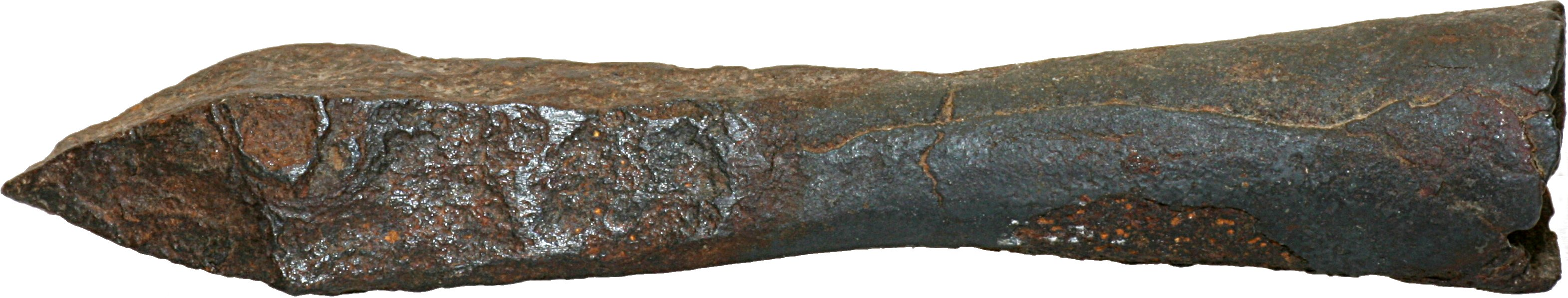
Ponta do virote de uma besta do século XIV.

- Ponta larga ou Ponta de folha- esta é a ponta clássica do virote e é, como o nome indica, foliforme. Era usada em virotes emplumados ou empenados com disposição helicoidal, exactamente para favorecer e maximizar a rotação giroscópica do projéctil, quando era disparado.[9] Era também dos tipos de ponta mais popularmente usados na tradição besteira francesa, logo a seguir às dondainas.[31][39] Geralmente são bigumes. Têm como fito abrir um lanho ou rasgo de grandes dimensões no corpo do alvo, a partir do ponto de perfuração, a fim de induzir a morte mais rápida possível ao alvo.[9] Tratava-se de um tipo de ponta caro, por sinal, exigindo um nível razoável de sofisticação nos métodosde fabrico.[42]  Este tipo de ponta ainda é usado hoje em dia, na caça, seja nos projécteis da besta ou do arco. Sendo certo que já existem variantes modernas mais sofisticadas, como a ponta larga mecânica que, ao contrário da ponta larga clássica que tem um gume estático e constante, só espoleta as lâminas da ponta quando entra em contacto com o alvo.[43] Em inglês dão pelo nome de broadhead e em francês pelo nome de feuille de laurier (folha de louro).[30]

- Dondaina ou Ponta franca – é uma ponta emblematicamente francesa, como ambos os nomes denotam.[44][39] Era usada estritamente para fins militares, a haste era grossa ou engrossava mais junto à ponta (podendo ascender aos 19 milímetros de grossura), a fim de imprimir mais peso ao virote e, por conseguinte, conferir-lhe maior força cinética e de perfuração.[29] Os virotes de dondaine pesavam cerca de 80 gramas.[15] É uma ponta triangular, que pode ou não ser dotada de farpas, e que pode rematar numa extremidade fina, quase como a ponta de agulha.[45][39]

- Meio-dondaine - como o nome sugere, estes virotes pesam sensivelmente metade do que um virote dondaine comum. Caracteriza-se pela sua haste afunilada, sendo que a parte de trás era mais grossa e a da frente mais fina.[45][39]

- Ponta de agulha ou Ponta estilete ou Ponta fura-malhas - neste caso, a ponta do virote afunilava-se o mais possível, criando um remate aguçado que tinha como principal objectivo perfurar as armaduras. Ao contrário de outras pontas, como a ponta larga ou mesmo a ponta franca, que tinham finalidades corto-perfurantes, a ponta fura-malhas é totalmente perfurante. Especula-se que terão sido concebidas, também, com o intuito de prolongar ou melhorar o voo do projéctil, sendo certo que, por comparação com as pontas de folha, eram projécteis muito mais baratos de fabricar.[46] Em testes modernos, um desembesto directo de um virote deste tipo perfurou uma armadura de cota de malha, do século XV, fabricada em Damasco.[47] Em francês, esta ponta dá pelo nome de perce-maille (lit. fura-malhas)[30] e em inglês dá pelo nome de bodkin point.[29]
- Ponta aberta - esta ponta era composta por várias pontas rombas, adjacentes à ponta perfurante, que serviam para estabilizar o embate perfurador, especialmente quando o alvo envergava armadura, minimizando as possibilidades de o virote desembestado poder ser deflectido no embate.[9][29]